# Torneio Bicentenário dos Estados Unidos
O Torneio Bicentenário dos EUA foi uma competição de futebol disputada nos EUA em 1976.

## História
Essa competição foi criada para fazer parte das comemorações do bicentenário da Independência dos Estados Unidos comemorado em 1976. Além da Team America, uma equipe composta pelas estrelas da NASL, participaram do certame o Brasil, a Inglaterra e a Itália que não conseguiram a classificação para a Eurocopa de 1976. Os jogos foram disputados entre os dias 23 e 31 de maio. O Brasil sagrou-se campeão e o atacante brasileiro Gil foi o artilheiro da competição com quatro gols.

## Sistema de disputa
Todos jogando contra todos. Quem fizesse mais pontos sagrava-se campeão.

## Tabela

### 1ª rodada
| 23 de maio de 1976 | Team America | 0 - 4 | Itália                                                                              | Robert F. Kennedy Memorial Stadium, Washington D.C. |
|                    |              |       | Fabio Capello 15' · Paolo Pulici 22' · Francesco Graziani 72' · Francesco Rocca 84' | Público: 33,455 Árbitro: Walter Hungerbühler        |

| 23 de maio de 1976 | Brasil               | 1 - 0 | Inglaterra | Los Angeles Memorial Coliseum, Los Angeles |
|                    | Roberto Dinamite 89' |       |            | Público: 32,900                            |

### 2ª rodada
| 28 de maio de 1976 | Team America | 0 - 2 | Brasil | Kingdome, Seattle |
|                    |              |       | Gil    |                   |

| 28 de maio de 1976 | Inglaterra                               | 3 - 2 | Itália                     | Yankee Stadium, New York City |
|                    | Mick Channon 46' 53' · Phil Thompson 48' |       | Francesco Graziani 14' 19' | Público: 40,650               |

### 3ª rodada
| 31 de maio de 1976 | Team America         | 1 - 3 | Inglaterra                                | Robert F. Kennedy Stadium, Philadelphia |
|                    | Stewart Scullion 86' |       | Kevin Keegan 23' 29' · Trevor Francis 54' | Público: 16,239                         |

| 31 de maio de 1976 | Brasil                                        | 4 - 1 | Itália           | Yale Bowl, New Haven                  |
|                    | Gil 28' 48' · Zico 76' · Roberto Dinamite 78' |       | Fabio Capello 2' | Público: 36,096 Árbitro: Ramón Castro |

### Classificação
| Equipe       | Pts | J | V | E | D | GM | GS | SG |
| ------------ | --- | - | - | - | - | -- | -- | -- |
| Brasil       | 6   | 3 | 3 | 0 | 0 | 7  | 1  | +6 |
| Inglaterra   | 4   | 3 | 2 | 0 | 1 | 6  | 4  | +2 |
| Itália       | 2   | 3 | 1 | 0 | 2 | 7  | 7  | 0  |
| Team America | 0   | 3 | 0 | 0 | 3 | 1  | 9  | -8 |

## Artilharia
4 Gols
- Gil (Brasil)

3 gols
- Francesco Graziani (Itália)

2 Gols
| - Fabio Capello (Itália) - Kevin Keegan (Inglaterra) | - Mick Channon (Inglaterra) - Roberto Dinamite (Brasil) |

1 Gol
| - Paolo Pulici (Itália) - Francesco Rocca (Itália) - Phil Thompson (Inglaterra) | - Trevor Francis (Inglaterra) - Zico (Brasil) - Stewart Scullion (Team America) |

## Premiação
| Torneio Bicentenário de 1976 |
| ---------------------------- |
| Brasil (1º título)           |

## Campanha do Brasil
O Brasil havia acabado de conquistar a Taça do Atlântico 1976 no mês anterior.
O Brasil estreou vencendo a Inglaterra. Dinamite aos 44 minutos em rebote de chute de Gil. Brasil 2 a 0 no Team USA, um combinado de jogadores da liga norte-americana, a North American Soccer League (1968-1984). Pelé atuou pela equipe norte-americana contra Itália e Inglaterra, mas não contra o Brasil. 
Novamente, a partida foi decidida no final do jogo. Gil em rebote de chute de Zico. Rivellino para Gil, que bateu um contrário e marcou um golaço. 
No jogo final, Brasil 4 a 1 Itália. Cruzamento de Causio, Capello marcou. Lula para Gil. 1 a 1. Rivellino para Gil. 2 a 1. Givanildo para Zico. 3 a 1. Getúlio para Dinamite. 4 a 1. 

### Artilheiros do Brasil
| 4 goals - Búfalo Gil 2 goals - Roberto Dinamite 1 goal - Zico 2 Assistências - Rivellino 1 Assistência - Getúlio - Lula - Givanildo Oliveira 1. - Torneio Bicentenário da Austrália - Selção Brasileira: 1914 - 2006 - Todos os Jogos da Seleção Brasileira desde 1914 |